# Big Barda
Big Barda es una superheroína y antiheroína ficticia (inicialmente retratada como una villana) que aparece en los cómics estadounidenses publicados por DC Comics. Apareció por primera vez en Mr Miracle # 4 (octubre de 1971), y fue creada por Jack Kirby.Fue criada como miembro de los Nuevos Dioses, pero los abandonó para convertirse en heroína.
Fue diseñada por Jack Kirby para ser una de las mujeres más bellas y poderosas de su panteón de Nuevos Dioses, así como el principal interés amoroso (y más tarde esposa) de Mr. Miracle. La pareja se convirtió en uno de los primeros ejemplos de inversión de roles en los cómics convencionales, ya que Barda era claramente más alta, más fuerte y físicamente más imponente que su propio marido superhéroe, e incluso actuaba como su protectora. 
Para la creación de Big Barda, Jack Kirby se basó en la apariencia física de la actriz y cantante Lainie Kazan, que en esa época había sido modelo top de Playboy. Respecto a su personalidad, Mark Evanier, asistente de Kirby en los cómics de Cuarto Mundo, declaró que: «Jack había basado algunos de sus personajes (no todos) en personas de su vida cotidiana o aquellos que salían en las noticias... la caracterización que tiene la relación Scott Free (Mister Miracle) y Barda se basó principalmente, aunque en tono de chiste, en la interacción entre Kirby y su esposa Roz».
Barda ha aparecido entre los 75° clasificados por la Guía para compradores de historietas que forma parte de la lista de las 100 mujeres más atractivas de los cómics.

## Biografía ficticia
Barda es miembro de la raza conocida como los Nuevos Dioses. Nació hace unos 250 años, en Apokolips. Barda fue criada en un Laboratorio de Gestación. Los genes de estas estirpes eran proporcionados por unos pocos seleccionados elegidos por Darkseid en función de las cualidades que más desea: crueldad, avaricia, crueldad, etc. Sin embargo, Barda fue una hija natural, concebida por Big Breeda y un hombre al que amaba, pero Darkseid se la arrebató a su madre, la metió en el Laboratorio de Gestación y luego la envió a criarse al Hogar para Jóvenes Huérfanos de la Abuela Bondad, sin conocer nunca a su madre.  
Barda fue criada junto con las Furias Femeninas por la Abuela Bondad para que fuese entrenada como guerrera. Las Furias son la guardia personal de élite de Darkseid y sus más temidas ejecutoras. La Abuela entrenaba a las Furias hasta convertirlas en guerreras mortales, adiestradas en todo tipo de combate cuerpo a cuerpo, para que mostrasen el lado terrorífico de las mujeres y que pudiesen mostrar el carácter de sus servicios a su amo Darkseid.De acuerdo a la feroz crueldad que se exige a las Furias, el lema que se inculcó a Barda, fue el de «Morir por Darkseid» (la malévola regla de oro de la vida en ese planeta).  
La Abuela preparó a Barda para liderar un día al Batallón de las Furias Femeninas, el feroz grupo de mujeres guerreras de élite. La infancia de Barda fue en consecuencia cruel y cargada de malos tratos y excesivo entrenamiento, todo para convertirla en la guerrera perfecta, por lo que desde muy pequeña siempre se planteó el interrogante de si habría algo mejor afuera de Apokolips. Barda se convirtió en una de las más grandes guerreras (posiblemente la más grande) de la historia de Apokolips. Impresionada con la destreza en combate de Barda (ahora conocida como Big Barda), la Abuela Bondad la eligió para convertirse en la líder de las Furias. Sin embargo, durante una incursión, Barda conoció a Scott Free, el hijo adoptivo de Darkseid, y, sintiendo paz en él, se enamoró.
Barda arriesga su propia seguridad para ayudar con el bando opuesto, algo que se evidenciaría cuando terminó ayudando a una célula rebelde liderada por el Nuevo Dios Himon, quien había estado reuniendo en secreto a niños para entrenarlos especialmente en un plan para derrocar a Darkseid. Esto ocurre directamente después del asesinato de la mayoría de miembros de la célula de Himon a manos de la autoridad local, Wonderful Williki. Entre las víctimas se incluye a la amiga de Barda, Auralie, que es torturada hasta morir por bailar, un crimen en Apokolips. Barda y Scott fueron llamados para presenciar el castigo. Horrorizado por la situación, Scott decidió que debía escapar de Apokolips. Momentos después, Himon mata a Willik con una bomba. Barda, sus Furias, Himon y Metrón logran liberar a Scott y lo ayudan a escapar de Apokolips.  
El mismo Darkseid le pidió a Scott que regresara, pero no intentó de hecho detenerlo, puesto que deseaba que Scott Free (Mr. Miracle) escapase para así provocar un incidente que le permitiese llevar la guerra a Nuevo Génesis de nuevo. Barda decide no escapar con ellos inicialmente, ya que en ese momento no se sentía preparada emocionalmente para cambiar su vida que construyó en Apokolips. Con el tiempo, Barda recapacitaría, tras verse su dedicación a Darkseid sacudida por lo sucedido a Auralie y por además haber experimentado emociones que nunca antes había sentido—emociones suscitadas por Scott Free—, por lo que Barda decidió finalmente abandonar también Apokolips. Barda le da la espalda por completo a Abuela Bondad, y finalmente llegaría al planeta Tierra, en busca de Scott.
Una vez allí, descubre que Scott se ha convertido en un famoso artista del escapismo para ocultar su identidad y pasar desapercibido, al cual adoptaría su alter ego de Mr. Miracle, asociándose con otro Nuevo Dios menor, un agente de negocios del espectáculo llamado Oberon, quien se convertiría en su agente representante. Oberon y Barda con el tiempo se harían buenos amigos. Por un tiempo, algunas de las Furias desertoras que entrenó Barda ayudaron a Scott Free como sus asistentes en su espectáculo de escapismo, pero regresan a Apokolips por sí mismas. Resultó que la atracción entre Barda y Scott era mutua, ya que Scott también había sentido una conexión emocional con ella. Los sentimientos de Barda y Scott crecieron a medida que pasaban más tiempo juntos, se enamoraron el uno del otro, y más adelante Highfather, el padre biológico de Scot bendijo su relación y los casó en Nuevo Génesis.
Durante varios años, Barda sigue a Scott Free y a Oberon en sus diferentes giras de su espectáculo. Con el tiempo se retiran de sus actividades como superhéroes y se mudan a Bailey, New Hampshire. Sin embargo, a pesar de sus mejores intentos, una vida normal siempre habría de estar fuera de su alcance. Diferentes crisis y desastres les rodearon, y Barda, Oberon y Scott Free dejan Bailey y se mudan a un loft en Greenwich Village. Aconsejada por Oberon, Barda se unió a las BBBW (Bad and Beautiful Babes of Wrestling, trad. Las nenas malas y bellas de la lucha libre), y su naturaleza luchadora la ayudó a convertirse en la nueva campeona. Cuando descubrió que los combates de lucha libre eran fingidos, Barda empezó una iniciativa de crear un programa de defensa personal para mujeres llamado las Nuevas Furias Femeninas.

### Con la Liga de la Justicia
Mr. Miracle se uniría a la Liga de la Justicia en algunas ocasiones, con colaboraciones ocasionales de Barda. En otras, la propia Barda se uniría al grupo. Aunque ingenua con respecto a las costumbres terrícolas, Barda de todas formas disfrutaba enormemente su rol de esposa y ama de casa. A menudo se dedicaba a las tareas domésticas vestida con su armadura de combate, y con frecuencia era terrible incluso en la preparación de comidas sencillas cada vez que intentaba cocinar. Scott era muy tolerante con sus esfuerzos y aprendió a no criticar sus defectos como ama de casa, para no sufrir su ira. Sin embargo, cuando el deber la llamaba, nunca dudaba en asumir la postura de guerrera, y cuando Scott se une como miembro de la Liga de la Justicia Internacional, Barda participa también como miembro en diferentes misiones. Barda también ha sido miembro de la Liga de la Justicia de América por derecho propio. 
Barda lideró una misión con la Liga de la Justicia para rescatar a su esposo luego de que este se perdiese en el espacio exterior. La misión fue el resultado de que el villano conocido como Manga Khan vendiese a Scott Free a Abuela Bondad como prisionero. Sus compañeros de equipo en su rescate fueron el Detective Marciano, Rocket Red (Dimitri Pushkin) y el Linterna Verde G'nort. En un intento por disuadirlos de continuar con su exitosa persecución, Manga Khan contrata a Lobo, pagándole con alimento para sus adorados delfines, para que se encargase de matarles. A pesar de que estuvo cerca de lograr su objetivo, Lobo fue teletransportado por Barda a un lugar al azar, que resulta en que sea teletransportado accidentalmente a la Tierra, a escasos tres metros detrás de la calavera del Linterna Verde Guy Gardner. Las repercusiones de esta reunión literal de cabezas habrían de durar por años. El grupo consiguió rescatar con éxito a Mr. Miracle, aunque tuvieron que pedir ayuda al resto de la Liga de la Justicia Internacional.
En un punto fue detenida por problemas relacionados con grupos de animalistas, que resultaron formar parte de un complot secreto puesto en marcha por Darkseid. Durante su estancia en la cárcel, Barda lloraría por algún tiempo la aparente muerte de Scott, creyéndole muerto en una batalla con Despero, pero resulta que fue un doble robótico de Scott el que fue destruido, como parte de un plan de Manga Khan.
En otro caso particular, mientras Barda entrenaba a la superheroína Fuego, su arma, la Mega-Rod, es robada de su automóvil. Con la ayuda de su esposo y de la Cazadora, recuperan el arma, pero no antes de que muchas personas inocentes sean asesinadas por el criminal portador de dicha arma, quien no había podido resistir la influencia corruptora de la tecnología de Apokolips. 
Después de su tiempo como miembros activos de la Liga de la Justicia Internacional, tanto Barda como Scott Free regresarían a Nuevo Génesis, abandonando la Tierra. Sin embargo, esto sería breve, puesto que volverían, tomando ahora como residencia temporal el «Refugio» de la Liga de la Justicia. Durante este período, la pareja se separó brevemente debido a la falta de consideración de Scott por los sentimientos de Barda. Ésta se marcha a entrenar con la Mujer Maravilla en Themyscira, antes de decidir darle otra oportunidad a Scott y volver con él. Ambos volvieron a Nueva Génesis después de que se combinara con Apokolips. Barda aparentemente muere, pero renacería a través de un acceso temporal que Scott obtuvo de un gran poder cósmico.
Bajo las órdenes de Takión, ella y el también Nuevo Dios Orión fueron enviados como agentes representantes de Nuevo Génesis para servir en el equipo. Takión predijo que la Tierra se enfrentaría a una grave amenaza. Su misión era ayudar a movilizar a los héroes de la Tierra contra el omnipotente Mageddon. Con el tiempo, se involucrarían en otras misiones con la Liga, como cuando Adam Strange, tras pedir ayuda de la Liga en lidiar contra una invasión alienígena, «esclaviza» a la Liga entera como parte de una estrategia distractora. La Liga trabaja durante varios días, convirtiendo al planeta en un gigantesco haz de teletransportación. Los alienígenas son enviados al planeta-prisión de Talkon-Galtos, que Barda había mencionado varias veces durante sus duras pruebas. En otra ocasión, Barda queda gravemente herida luego de luchar contra la Abeja Reina, una miembro de la recientemente reformada Liga de la Injusticia. Una vez que Mageddon es derrotado, Barda y Orión renunciaron a la Liga, puesto que debían volver a sus deberes con Nuevo Génesis.

### Después de la Liga
Barda y Scott posteriormente volverían a la Tierra, y decidieron establecerse en los suburbios de Connecticut, manteniéndose como aventureros activos. Barda nunca duda en ayudar a sus amigos cuando su poder y experiencia son necesitados.
Barda acompañaría a Batman, Supermán y a la Mujer Maravilla a Apokolips a rescatar a Supergirl de las manos de Darkseid, y acepta una invitación de Oracle para convertirse en miembro de las Birds of Prey.
Un personaje de aspecto similar llamada Little Barda apareció como miembro de los Teen Titans durante la maxiserie semanal 52 #21; dicho personaje deja al grupo en ese mismo número. Se desconoce su misteriosa relación con Big Barda, aunque se supo poco tiempo después que había escapado de Apokolips con Power Boy.
En un enfrentamiento contra los Seis Secretos, Barda se enfrentó contra Knockout, otra antigua Furia femenina, en un combate cuerpo a cuerpo. Aunque fue una dura y larga pelea, y continuó en medio de preocupaciones mayores por su equipo, termina en tablas.
Big Barda moriría finalmente en las páginas del primer número de la serie limitada, Muerte de los Nuevos Dioses (2007-2008). Su marido, Scott, descubrió su cadáver en la cocina de su casa, a donde acababa de regresar tras hacer la compra. Su funeral ocurre en el segundo número de dicha miniserie. Tiempo después se reveló en dicha serie que el asesino fue Infinity-Man, quien había estado asesinando a todos los Nuevos Dioses con el fin de reiniciar una nueva era de deidades.
Durante los acontecimientos de Final Crisis, en el #7, Barda aparece de pie junto a Lightray y el Alto Padre frente a un reencarnado Nuevo Génesis, dando a entender que, tal vez, no está realmente muerta después de todo.

### Los Nuevos 52/DC: Renacimiento
En los Nuevos 52 (un reinicio de 2011 de la continuidad del Universo DC), Big Barda y Scott Free aparecen en Tierra-2. Aquí Barda todavía es miembro de Apokolips y al servicio de las Furias, sin embargo, poco a poco empieza a mostrar interés por Mr. Miracle. Además, a pesar de que se convirtió en una de los vástagos servidores de Apokolips, más tarde intenta traicionar a Scott Free y a los humanos que intentaron escapar del poder de Darkseid, sin embargo, es reprimida y traiciona de nuevo a Scott debido a que le recordaban su lealtad de sus amos, a pesar de la resistencia por no abandonar a Scott. Más tarde, se le vería prisionera cinco años en el futuro de la Tierra en el Universo DC, viéndola con muchos camaradas en Supertown, capital de Nuevo Génesis. Debido a los acontecimientos de Future's End y las secuelas de Tierra 2: World's End, en esta última serie, se volvería a encontrar con Mr. Miracle.Big Barda y Mr. Miracle son reclutados por Batman para ayudar en Los Ángeles cuando el mar amenaza inundar todas sus costas.

#### MiniserieMr. Miracle
Big Barda regresaría para ser partícipe de la miniserie limitada Míster Milagro, donde ahora aparece residente de la Tierra (Universo DC) viviendo con Scott Free buscando solucionar un problema que Scott tiene con Nuevo Génesis.

## Poderes y Habilidades
Barda es una de los Nuevos Dioses, una raza de seres aumentados genéticamente que evolucionaron poderes divinos gracias a su proximidad con el poder conocido como La Fuente (una energía primigenia, considerada uno de los fundamentos últimos de la Expresión Universal de la Energía). Los Nuevos Dioses son inmortales, más fuertes, más rápidos y más inteligentes que los homo sapiens, a pesar de su parecido con ellos. Como tal, Barda posee ya una inmensa fuerza, que fue aumentada luego por Darkseid al menos veinte veces, haciéndola aproximadamente igual a la de la Mujer Maravilla. Big Barda es excepcionalmente fuerte y resistente, incluso para su especie, mostrando una resistencia cercana a la invulnerabilidad, siendo resistente a los traumatismos causados por ataques y por la fuerza contundente, las temperaturas extremas y es parcialmente a prueba de balas. 
Gracias a su fisiología Apokoliptana, Barda es extremadamente longeva e inmune a las toxinas y a las enfermedades de un ser humano normal, haciéndola funcionalmente inmortal. Es asimismo una líder y guerrera altamente cualificada, siendo entrenada en el pasado por Abuela Bondad en todas las técnicas de combate de Apokolips, incluyendo el uso de la espada y la lucha. Barda es una de las combatientes más temidos tanto de la Tierra como de Nuevo Génesis. Sus reflejos y destreza son tales que ha llegado a empatar a la Mujer Maravilla en una contienda.
En combate, Barda utiliza su distintiva armadura de batalla azul Apokolipsiana, que aumenta su ya impresionante resistencia. Además, Barda usa un arma de alta tecnología, llamada la «Mega-Rod» (Megavara). Esta arma puede crear «tubos boom» (portales de viaje extradimensional) para la teletransportación a largas distancias, así como propulsarla en el aire y soltar descargas de energía capaces de derribar a seres tan poderosos como Superman. Durante un tiempo limitado la Mega-Rod también puede incrementar la fuerza de gravedad de un individuo. Barda también puede invocar Aero-discos, que le permiten volar, y usa otros poderosos artefactos de Apokolips tales como una Caja Madre, o un mazo de batalla con el escudo Omega de Darkseid.
Como todos los Nuevos Dioses, Barda es vulnerable a una sustancia llamada Radión, aunque puesto que es un material raro, los Nuevos Dioses no son especialmente cautelosos con él durante los combates normales.

## Otras Versiones
- Barda ha aparecido en la serie limitada Kingdom Come, de Mark Waid y Alex Ross, en el que está ambientada en una línea alternativa de tiempo futura, de la continuidad de DC, en lo que se denomina Hipertiempo y que posteriormente, sería conocida como Tierra-22. En este mundo distópico, Orión ha derrocado a Darkseid y ahora es el gobernante reacio de Apokolips. Barda (ahora luciendo un parche en el ojo) junto a Scott Free, trabajan para enseñar a los "bajos mundo" para que piensen por sí mismos, con la aprobación de Orión. Los dos tienen una hija, llamada Avia, que despliega una mega-varilla y usa un atuendo que combina elementos de sus padres.

- En la obra del guionista y dibujante Frank Miller, The Dark Knight Strikes Again, en la que se muestra como Estados Unidos sucumbe ante la anarquía y el caos, la ex-estrella del porno llamada Hot Gates (una referencia de Miller a su cómic 300) este personaje se pone el manto de Big Barda con el fin de declararse dictador de Columbus, Ohio.

- En las páginas de Superman/Batman Vol. 1 #24,[30] aparece una contraparte de un universo alterno llamado "Big Bard", una versión masculina de Big Barda de Tierra-11, un universo con inverso de géneros, y está casado con Miss Miracle.

- En las páginas del cómic elseworld LJA: Otro clavo, Barda se convierte en miembro de los Green Lantern Corps, aunque su anillo de poder se ha fusionado con su Caja Madre y la ha convertido en una Linterna Verde poco común. La conciencia de Mr. Miracle también habita su anillo y lo puede proyectarse como una figura verde espectral en forma de constructo de pensamiento.

- Barda también aparece en dos novelas gráficas que DC se basó libremente de la serie animada Batman Beyond, la primera del mismo título homónimo de la serie, las otras, son Justice League Beyond y Superman Beyond: Man of Tomorrow. Barda, como en la serie animada, ella también aparece perteneciendo a la Liga de la Justicia durante el mandato de Terry McGinnis como Batman. Justice League Beyond contiene una sección separada al final de dicha serie titulada "Beyond: Origins", que resume brevemente los orígenes de Warhawk (Capítulo 1), Aquagirl (Capítulo 2) y Barda (Capítulo 3). El Capítulo 3 se da una historia de origen para Barda similar a su continuidad canónica en los cómic del Universo DC, como historia dominante, pero se establece que ciertos eventos se dieron más tarde para que en el universo Beyond naciera más tarde y no se uniera aún a la Liga de la Justicia hasta la aparición de un Supermán ya envejecido visiblemente y este ya portase el traje blanco y negro que luce en las historias de la serie animada.

- En la continuidad de los cómics de DC Comics Bombshells, "Big" Barda Free es miembro del proyecto Bombshells de Amanda Waller. Ella se encuentra en una relación romántica con Kimiyo Hoshi.[31]

- Barda también aparece junto a una versión de género invertido de Mr. Miracle en la serie de cómics Ame-Comi Girls.

- Los cómics de la línea de juguetes femenino de DC's Super Hero Girls, una Big Barda tal cual como su versión animada, también tiene protagonismo en dicho cómic.

## Apariciones en otros medios

### Series animadas
- Big Barda hace un cameo al final de la segunda parte del episodio de Superman: The Animated Series, "Apokolips... Now!". Cuando Orión parece declarar a la Tierra bajo la protección de Nuevo Génesis, se la puede ver en el fondo como parte del ejército defensivo en su marca de armadura de batalla.
- En el episodio de dos partes titulado "The Call" de la serie animada Batman Beyond, Barda (con la voz de Farrah Forke) es miembro de la Liga de la Justicia cuarenta años en el futuro, junto con Warhawk, Superman, un nuevo Green Lantern, Aquagirl y otros. A pedido de Superman, Batman investiga a los miembros de la Liga de la Justicia para encontrar a un traidor que haya estado tratando de matar a los miembros uno por uno. Barda al principio no confía en Terry y lo trata sin menosprecio, pero después de que él la salve a ella y al resto de la Liga de la Justicia Ilimitada de Starro, el responsable de incriminar a Superman por los intentos de asesinato, se gana su respeto y confianza.
- Big Barda aparece en el episodio "The Ties That Bind" de Justice League Unlimited, con la voz de Forke. Su físico es extrañamente delgado en esta apariencia. En el episodio, Granny Goodness secuestra a Oberón y obliga a Barda y Mister Miracle a rescatar a Kalibak de las garras de Virman Vundabar. Con la ayuda de Flash, rescatan a Kalibak y engañan a Granny Goodness para que revele el paradero de Oberon. Una vez que Oberon está a salvo, la pareja deja Apokolips, pero no antes de que Barda golpee a Granny Goodness en la cara.
- Big Barda aparece en el teaser de Batman: The Brave and the Bold episodio "Last Bat on Earth!", expresada por Diane Delano. Míster Miracle la menciona mientras que él y Batman están encadenados a un evento de trampa mortal para la caridad. Después del evento, cuando Mister Miracle se jacta de escapar, Barda responde: "¿Sabes lo que sería un verdadero milagro? Si finalmente limpiaras el garaje", antes de alejarte; a lo que Batman responde: "Supongo que es una trampa de la que no puedes escapar". También tiene un cameo no hablado en la parte 2 del episodio "¡El asedio de Starro!", Entre los héroes que posee Starro, y más tarde, aparece entre los héroes que ya se han liberado del control mental de Starro.
- Big Barda aparece en el programa especial Super Hero High de DC Super Hero Girls TV con la voz de Misty Lee. Como miembro de Furias Femeninas, Barda es convocada por Granny Goodness de Super Hero High para ayudar a capturar a la poderosa Amatista y permitir que Darkseid conquiste el planeta. Las Furias son finalmente derrotadas por los esfuerzos combinados de los estudiantes y enviados a través de un tubo de auge a Belle Reve. Big Barda muestra interés en dejar a las Furias para asistir a Super Hero High.
- Big Barda aparece también en la serie animada de Justice League Action, con la voz de Laura Post. En el episodio, "Under a Red Sun", ella va con Batman para encontrar a Supermán, quien fue capturado por Steppenwolf y lo llevó a un planeta con un sol rojo. En "It'll Take a Miracle", Barda, siendo la novia de Mr. Milagro, es capturada por Darkseid, a cambio de que Mr. Milagro sea entregado por Batman.
- Big Barda aparece en Young Justice: Outsiders, con la voz de Grey Griffin. En esta continuidad, aún no ha desertado de las Furias.

### Películas de animación y especiales de TV y directo a video
- Big Barda aparece en la película animada Superman/Batman: Apocalypse, con la voz de Julianne Grossman.[32][33] Ella conserva su físico musculoso característico en su diseño, aunque menos voluminoso y más esbelto, con rasgos faciales suavizados y más femeninos. Como excapitana de las Furias de Granny Goodness, Barda ayuda a Superman, Batman y Wonder Woman en su misión de rescatar a Supergirl del lavado de cerebro de Darkseid en Apokolips.
- Aparece también en el film animado de DC Liga de la Justicia: Dioses y monstruos, una versión donde era parte de la misión de Nuevo Génesis para asesinar a la realeza de Apokolips.
- Big Barda apareció en DC Super Hero Girls: Hero of the Year, DC Super Hero Girls: Intergalactic Games y DC Super Hero Girls: Leyendas de Atlantis, con la voz de Misty Lee.
- La directora Ava DuVernay estuvo programada para producir una película de New Gods, y dado que colaboraría estrechamente con el guionista Kario Salem y señaló públicamente que su superhéroe favorito es Big Barda, el personaje probablemente sería destacado... Finalmente este proyecto fue cancelado.[34]

### Videojuegos
- Una estatua de Big Barda está presente en escenario del Salón de la Justicia en Injustice: Gods Among Us.[35]
- Big Barda aparece en el videojuego en línea DC Universe Online en la trilogía del DLC Halls of Power. En el DLC, Barda y Míster Miracle llevan a los nuevos héroes (los jugadores) a la Necrópolis para reunir las reliquias de los Dioses Antiguos anteriores a Darkseid.[36]
- Big Barda aparece como un personaje jugable en Lego DC Super-Villains, con la voz de Diane Delano.

### Juguetes
- Big Barda fue la figura número 76 de la Colección de superhéroes de DC Comics.